# Rudolf Kammerl
Rudolf Kammerl (* 1971) ist ein deutscher Pädagoge.

## Leben
Nach der Hochschulreife 1990 am St.-Michaels-Gymnasium Metten studierte er Erziehungswissenschaft mit Nebenfächern an der Universität Regensburg von 1991 bis 1994 (Abschluss Dipl.-Päd.). Er wurde 1998 an der Philosophischen Fakultät der Universität Passau promoviert. Im Jahr 2004 habilitierte er sich im Fach „Allgemeine Pädagogik“ mit seiner Habilitationsschrift „Internetbasierte Kommunikation und Identitätskonstruktion“. Von 2008 bis 2016 lehrte er als Professor für Erziehungswissenschaft unter besonderer Berücksichtigung der Medienpädagogik an der Universität Hamburg. Seit 2016 ist er Lehrstuhlinhaber der Lehrstuhls für Pädagogik mit Schwerpunkt Medienpädagogik und Leiter des Instituts für Lerninnovation an der FAU Erlangen-Nürnberg.
Seine Forschungsschwerpunkte sind Studien zu Sozialisations- und Bildungsprozessen im Kontext einer tiefgreifend mediatisierten Gesellschaft.

## Schriften (Auswahl)
- Verantwortung und Pädagogik. Eine kritische Analyse der Produktion von Verantwortung zwischen Rationalität, Affektivität und Sprachpragmatik. Berlin 1998, ISBN 3-933342-10-4.
- als Herausgeber: Computerunterstütztes Lernen. München 2000, ISBN 3-486-25400-6.
- Internetbasierte Kommunikation und Identitätskonstruktion. Selbstdarstellungen und Regelorientierungen 14- bis 16-jähriger Jugendlicher. Hamburg 2005, ISBN 3-8300-1988-2.
- als Herausgeber mit Alexander Unger, Petra Grell und Theo Hug: Diskursive und produktive Praktiken in der digitalen Kultur. Wiesbaden 2014, ISBN 3-658-06461-7.